# David Singmaster

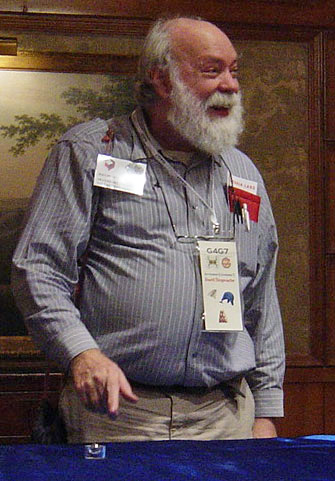
David Singmaster (2006)

David Breyer Singmaster (* Dezember 1938 in den Vereinigten Staaten; † 13. Februar 2023) war ein US-amerikanischer Mathematiker. Er war Professor für Mathematik an der London South Bank University.

## Werdegang
Singmaster wurde 1966 an der University of California, Berkeley, bei Derrick Henry Lehmer in Zahlentheorie promoviert (On Means of Differences of Consecutive Integers Relatively Prime to m).
Er bezeichnete sich selbst als Metagrobologist (Experte für Puzzlespiele) und war berühmt für seine Lösung des Zauberwürfels und seine große persönliche Sammlung von mechanischen Puzzles. Er interessierte sich auch für die Geschichte der Informatik.
1971 stellte er die Singmaster-Vermutung auf.
1970 wurde er zum Mitglied der London Mathematical Society gewählt.

## Schriften
- Notes on Rubik's magic cube. Enslow Pub Inc, 1981, ISBN 0-89490-043-9.
- Zs. mit Alexander Frey: Handbook of Cubik Math. The Lutterworth Press, 1987, ISBN 0-7188-2555-1.
- Rubik's Cube Compendium. Oxford University Press, April 1988, ISBN 0-19-853202-4.